# Place Gramont
La place Gramont est un espace public situé dans la commune de Pau, dans le département français des Pyrénées-Atlantiques, en région Nouvelle-Aquitaine.

## Historique
À l'origine, l'emplacement de la future place est occupé par une partie des jardins du château de Pau (basse-plante). Dès 1739, un projet de place est évoqué pour remplacer ces jardins.
En 1769, les frères Antoine et Jean Manescau obtiennent l'autorisation du duc de Gramont de construire un relais de poste (actuel hôtel des Postes, sis rue Gambetta) et une auberge (hôtel de la poste puis actuel hôtel de Gramont).
En 1778, François Flamichon, ingénieur-géographe du roi Louis XVI, y conçoit le projet d'une place ronde puis par la suite elliptique pourvue de deux portiques de 23 arcades. À partir de 1783, les terrains autour de la future place lui sont quasiment tous concédés par la municipalité. Le projet, coûteux, est néanmoins accepté par les autorités, sous la condition que Flamichon finance lui-même son projet. 
Sur l'emplacement de l'actuel no 4 se trouve alors un terrain qui appartient au domaine royal, sur lequel sont édifiées plusieurs fabriques faisant office de glacières ainsi qu'une loge de gardien. Une partie de ce terrain est malgré tout vendue en 1778 au baron de Capdevielle pour que celui-ci y construise une salle de spectacle, censée lancer le vaste programme foncier. La concession est alors rapidement revendue à Flamichon, nommée officiellement maître d’œuvre par le roi.
Flamichon meurt le 20 mars 1788 à Jurançon sans avoir mené à son terme le projet, qui ne tient alors que par le modeste tronçon d'angle de façade de la comédie (seul vestige encore existant du projet initial construit en dur). 
Les travaux sont alors interrompus et pendant les heures sombres de la Révolution Française, l'échafaud se dresse sur la place. 
La salle de spectacle, dite Comédie, s'avère vite inutilisable; le 25 avril 1796, jour de son inauguration, elle est frappée par la foudre et subit d'importants dégâts.  De plus, malgré une sommaire reconstruction en bois, sa superficie devient rapidement un problème car ne pouvant accueillir de représentations de plus grande envergure, des travaux d'agrandissement et surtout de finitions, deviennent nécessaires. Elle ne peut alors être agrandie car le domaine royal se refuse alors de vendre le reste de son terrain. 
Le projet d'aménagement de la place n'est reconduit qu'une trentaine d'années plus tard sous la Seconde Restauration. L'intendance des bâtiments de la Couronne reprend les rênes de celui-ci sous la houlette des héritiers de Flamichon et de l'architecte du département d'alors, Jean Latapie. Ceux-ci ne respectent alors plus le dessin initial de Flamichon, faute de plans d'ensemble et s'orientent vers des constructions beaucoup plus sobres, sur une place qui prend désormais la forme d'un polygone à pans coupés. Le projet redémarre à partir de 1817 avec la construction des façades de la salle de spectacle qui elle, est néanmoins conservée.
Vers 1820, l'hôtel sommaire des frères Manescau, est démoli. Ces derniers sont alors obligés de construire à leur frais les façades de leur nouvel hôtel (actuels no 1 et no 3 ). Les deux portiques sont, quant à eux, construits quasi simultanément jusqu'en 1822.
Vers 1825, l'actuel no 13 est construit et se voit pourvu d'un beffroi à son sommet, contenant une horloge double face (côté château - côté place) et une cloche, destinées à prévenir des départs et arrivées des diligences de la poste. L'horloge et la cloche, appartenant à la municipalité qui en gère alors l'entretien, sont définitivement retirées dans les années 1930. 
La construction de toutes les façades de la place n'arrive à son terme qu'en 1838. Un pavage de la place est également exécuté entre 1826 & 1829 et la construction des terrasses latérales ne s'achève qu'en 1841 avec l'installation de réverbères au gaz. La salle de spectacle du no 4, est définitivement démolie en 1861 à l'exception des façades faisant place aujourd'hui à un immeuble de rapport et une immense arrière-cour semi-circulaire. 
En 1866, sont plantés sur chaque terrasse une rangée d'arbres (lauriers du Portugal & acacias taillés en boule) puis deux rangées de massifs floraux en contrebas. 
En 1871, est proposé par l'architecte parisien Charles Hippolyte Duttenhofer, un projet de fontaine au centre de la place surmontée d'une statue du roi de Suède et de Norvège, Charles XIV Jean Bernadotte, natif de Pau, en hommage à sa disparition le 8 mars 1844. Cependant ce projet n'aboutit pas.
La place est baptisée successivement « place de la Révolution », puis « place de la Comédie », « place Henri IV » et enfin « place Gramont ».

## Bâtiments remarquables et lieux de mémoire
Les bâtiments de la place reposent sur une architecture sobre, composée d'un niveau d'arcades en plein cintre abritant pour la plupart des immeubles, le rez-de-chaussée et un entresol à destination principalement commerciale. Seuls les trois immeubles à l'ouest de la place repose sur un rez-de-chaussée surélevé compensant le fort dénivelé du terrain afin de garder une cohérence architecturale, le niveau d'arcades devenant alors le premier étage. S'ensuivent deux niveaux d'habitation et un niveau sous combles doté de chien-assis.
Les façades, bien que très austères, arborent deux corniches, l'une à doucines, au-dessus des arcades, séparant les niveaux commerciaux des deux étages d'habitation et la seconde, à créneaux, séparant ces derniers de l'étage de service, sous combles. Ces corniches sont toutes en pierre, à l'exception des immeubles à l'est de la place, où l'une d'elles est réalisée en bois.
Sur quelques immeubles, les ferronneries et huisseries diffèrent significativement les unes des autres, notamment au niveau des arcades, en raison du fait que les différents propriétaires, bien que contraints sur l'architecture générale qui leur est imposée, ont pu choisir leurs finitions, car celles-ci, contrairement à d'autres places architecturées en France, n'étaient pas comprises dans le cahier des charges.
La place compte deux portiques de 23 arcades sur un total de 110 et une 111ème monumentale, au centre de la façade est. Elle se voit dotée de quatre fontaines d'agrément dans les années 1960, dont deux subsistent aujourd'hui.

### XXIesiècle
La place Gramont est toujours la place polygonale entourée d'arcades que Flamichon a conçue. Elle constitue désormais la porte d'entrée sud et ouest de la ville. Plus de 30 000 véhicules peuvent l'emprunter quotidiennement. La municipalité a ainsi décidé de limiter ce flux de circulation très important en modifiant le plan de circulation du quartier.
Huit magnolias sur les vingt qui bordent la place ont également été retirés afin de remettre en valeur les arcades de la place.
En 2017, la place subit des travaux de voirie, offrant un nouveau sens de circulation, ainsi que la suppression des places de parking en épi en partie basse; elle se voit également dotée d'un vaste terre-plein central fleuri.

### Lieu de mémoire
- no 6 : Plaque commémorative en faveur du Chef de Bataillon Laurent Émile Camus, mort en déportation au camp de concentration de Mauthausen le 18 août 1944, et de ses deux fils, Claude Camus mort le 19 octobre 1944 dans les Vosges et le Capitaine Ernest Camus mort le 6 décembre 1953 dans le Tonkin[5].

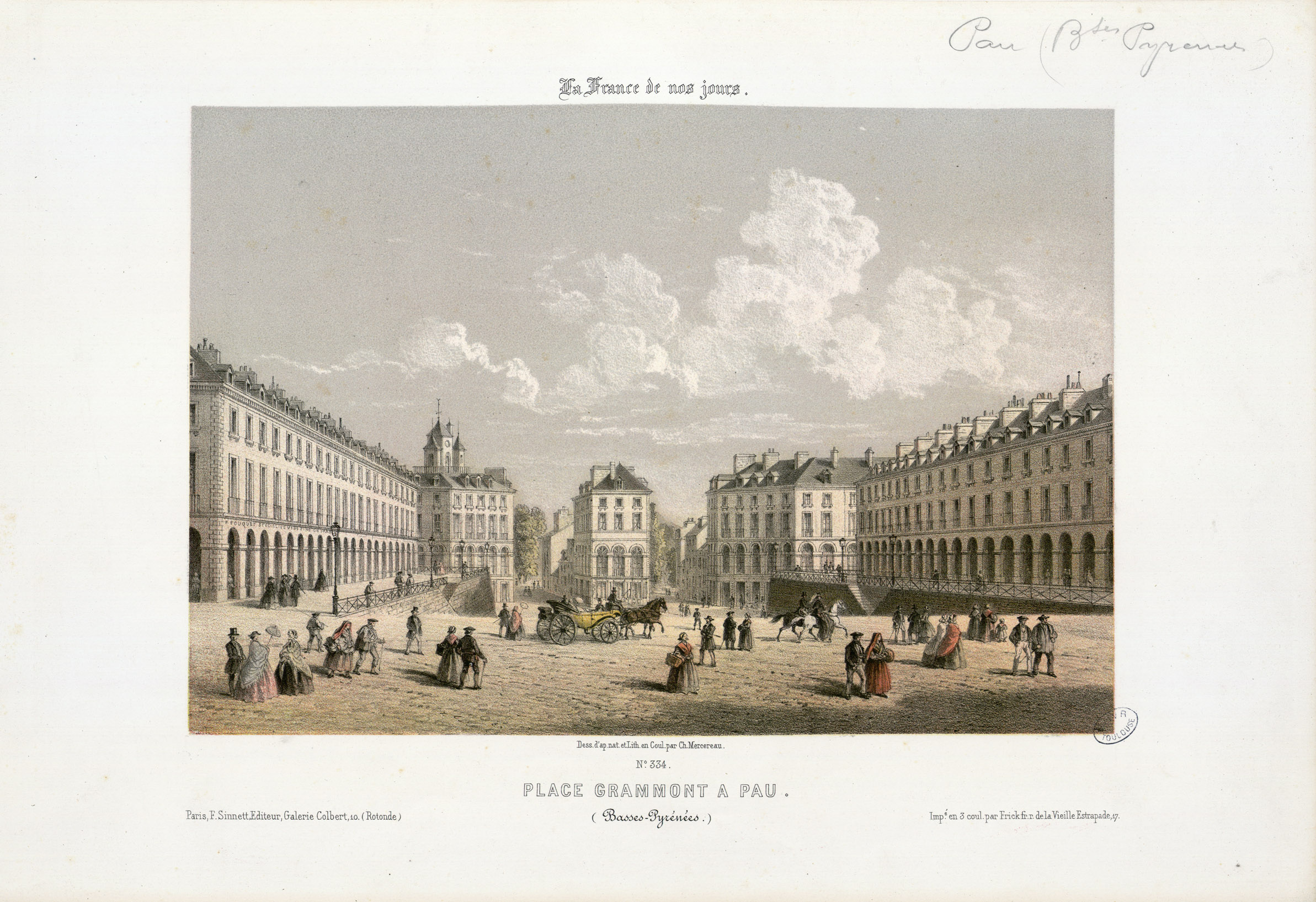
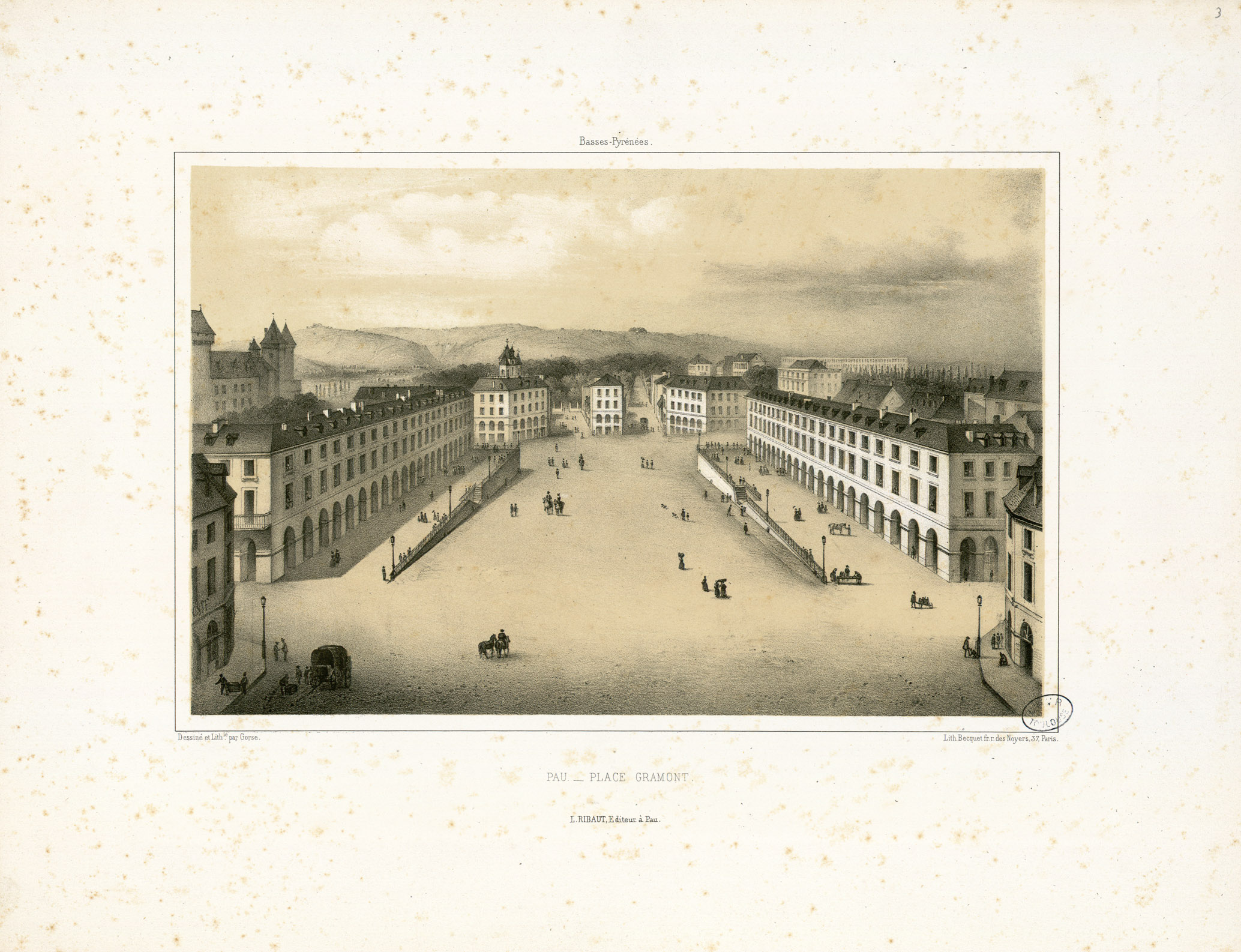
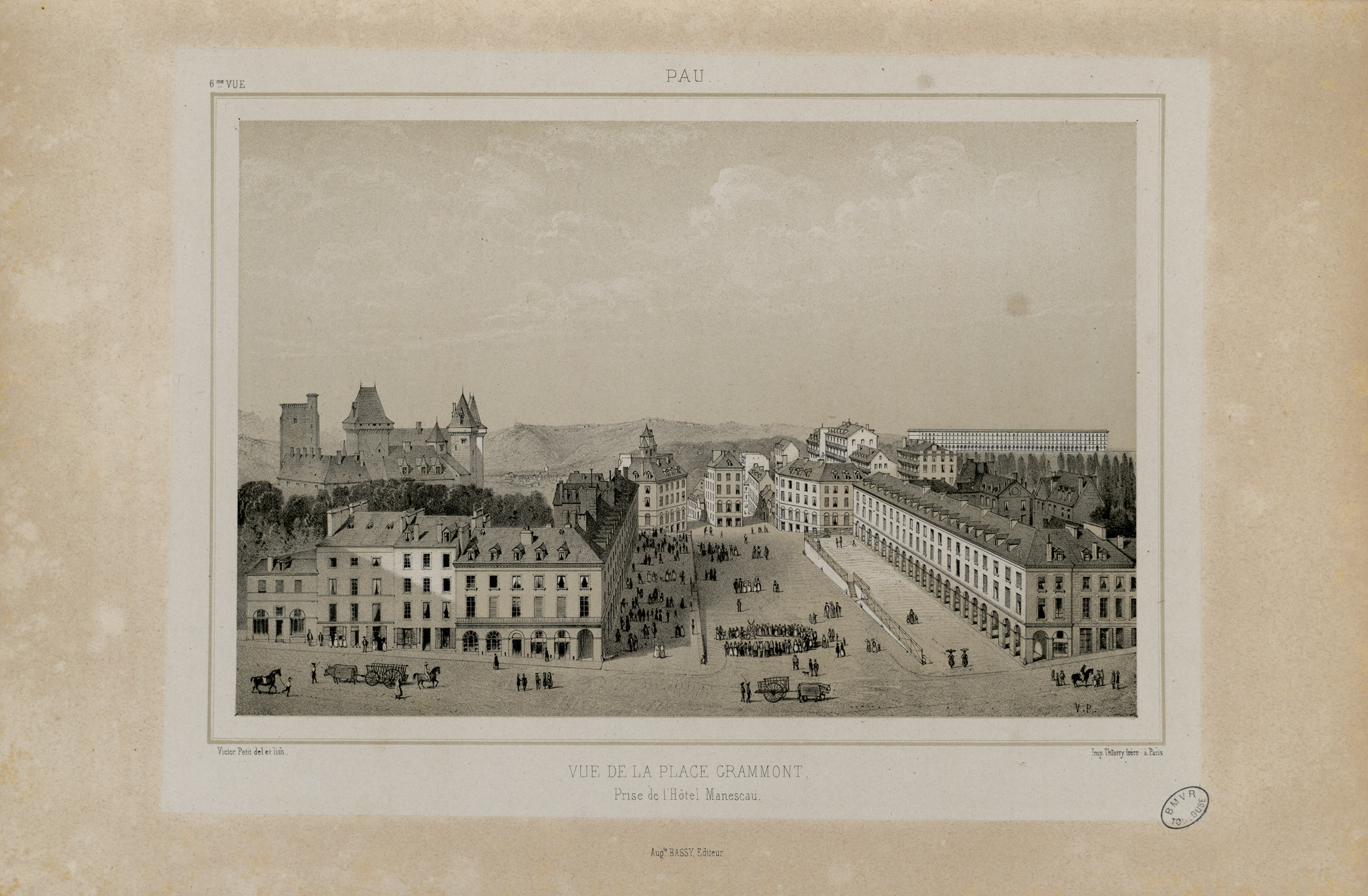
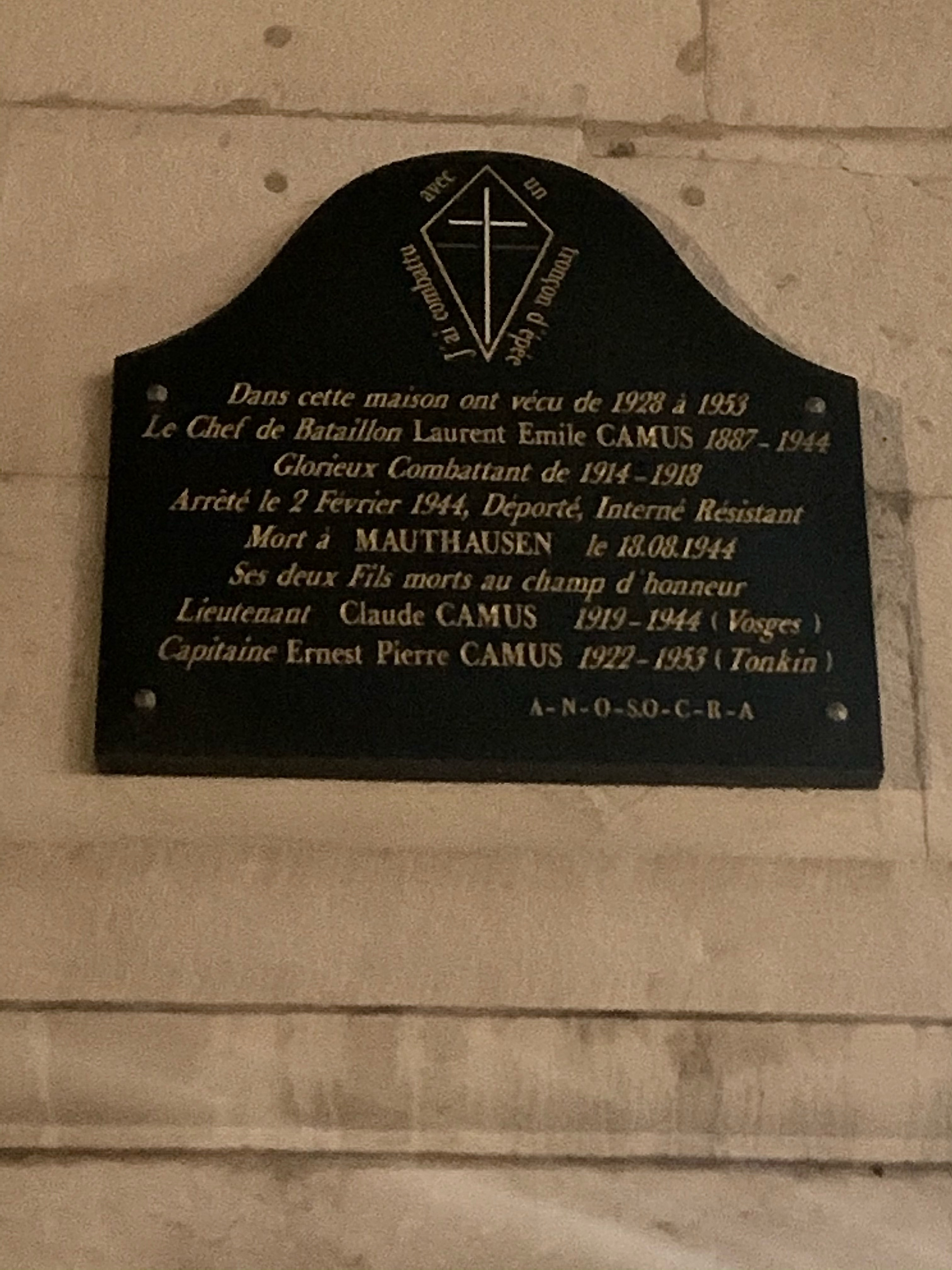